# Кропивна (Шепетівський район)
Кропи́вна — село в Україні, у Сахновецькій сільській громаді Шепетівського району Хмельницької області. Населення становить 325 осіб.

## Географія
Село розташоване над річкою Хоморою. Біля села розташований Сахнівський гідрологічний заказник.

## Історія
У 1906 році село Тернавської волості Ізяславського повіту Волинської губернії. Відстань від повітового міста 20 верст, від волості 7. Дворів 134, мешканців 597.

## Населення

### Мова
Розподіл населення за рідною мовою за даними перепису 2001 року:
| Мова       | Кількість | Відсоток |
| ---------- | --------- | -------- |
| українська | 325       | 100%     |